# Centropogon dombeyanus
Centropogon dombeyanus là loài thực vật có hoa trong họ Hoa chuông. Loài này được (C.Presl) E.Wimm. mô tả khoa học đầu tiên năm 1937.